# إنيل
إنيل شركة إيطالية عالمية منتجة وموزعة للكهرباء والغاز، وهي الكيان الوطني للكهرباء (Ente nazionale per l'energia elettrica)، أسست كهيئة عامة في أواخر عام 1962، ثم تحولت إلى شركة محدودة في عام 1992. في عام 1999، بعد تحرير سوق الكهرباء في إيطاليا، خصخصت أنيل. بحلول فبراير 2015 ، أصبحت الحكومة الإيطالية تمتلك 25.5% من أسهم الشركة.
في عام 2014، عينت أنيل ما يقرب من 70,000 موظف في حوالى 30 دولة  وبنهاية 2013- إيرادات 80.5 بليون يورو - و31 بليون يورو قيمة سوقية - وأصبحت الشركة رقم 56 في العالم بالقيمة السوقية. الشركة جزء من يورو ستوكس 50 مؤشر سوق الأسهم.

## التاريخ

### 1898–1962: توجّه نحو إنشاء سياسة وطنية للكهرباء

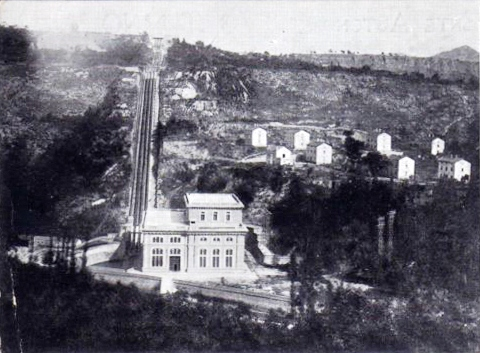
The hydroelectric power station of Rocchetta a Volturno

في عام 1898, كان إنتاج الكهرباء في إيطاليا يفوق 100 مليون كيلووات ساعة  ليصل إلى مبلغ يزيد عن 56 بليون دولار بحلول عام 1960. أغلب الكهرباء كانت تنتج عن طريق الشركات الخاصة في المنطقة، أو عن طريق شركات ذات صلة بالهيئات الصناعية، بعضها كان محلى والاخر أقليمى، عن طريق أستغلال الصفات الخاصة بالإقليم: موارده الهيدرولوجية.
قامت الولاية بدعم إنشاء محطات توليد الطاقة وكذلك كل الإنشاءات الضرورية في الأقليم من أجل زيادة إنتاج الكهرباء. أما بالنسبة للتوزيع، فقد تدخلت الولاية في عام 1961 وقامت بتوحيد التعريفة المحلية عن طريق توحيد شرائح الأستهلاك (بتوحيد الانفاق على قطاع الكهرباء) وكذلك بألزام شركات توليد الطاقة بتوصيل الكهرباء للكل.
في عام 1962, قامت المحافظة بأضفاء الطابع المؤسسي على كيان الكهرباء بغرض جعل الكهرباء وسيلة لتطويرالدولة وكذلك من أجل تحديد سياسة داخلية للكهرباء مبنية على الخبرات السابقة من دول مثل فرنسا وانجلترا.

### 1962: إنشاء الكيان الوطنى للكهرباء
في بداية عام 1962, أصدرمجلس الوزراء فانفاني الرابع تعليماته للحكومة لتقديم عرض توحيد الكهرباء الوطنية في خلال

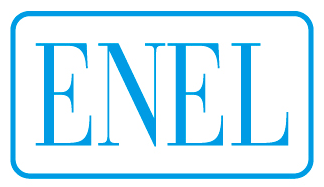
Enel logo (1963–1982)

ثلاثة أشهرمن اجتماع البرلمان وإعطاء إشارة البدء. في خلال اجتماع مجلس النواب في 26 يونيو 1962, قدمت الحكومة فاتورة تدين المبادئ والإجراءات لتأسيس كيان الكهرباء أنيل.
بحسب ما ذكر في الفاتورة، تستحق أنيل كل أسهم الشركات العاملة في مجال إنتاج، معالجة، انتقال وتوزيع الكهرباء، فيما عدا المنتج الذاتى - الشركات التي أنتجت أكثر من 70% من إستهلاكها الشخصى للكهرباء لعمليات إنتاج أخرى - (الأستثناء طبق بعد ذلك للسلطات البلدية), وأيضاً للأعمال الصغيرة التي لم تنتج أكثر من 10 مليون كيلووات ساعة في السنة.
وضعت إجراءات تقييم قيمة الشركات المطلوبة، وتقرر أن التعويضات سوف تدفع للدائنين على 10 سنين بفائدة 5.5%. في هذا الإطار، أصبحت عام 1962 عام إنتقالى، حيث نقلت كل الدخول والمصاريف من الشركات المختارة إالى شركة أنيل. وقد أصبح عام 1963 أول عام تشغيل للشركة المنشئة حديثاً.
أول الشركات المطلوبة كانت:
- SIP (بيدمونت)[73]
- إديسون فولتا (لومباردي)[74]
- SADE (فينيتو)[75][76]
- SELT-فالدارنو (توسكانا)
- SRE (لاتسيو)
- SME (كامبانيا)
- SGES (صقلية)
- Carbosarda (سردينيا)

### 1963–1970: تحديث وتطوير الشبكة
من أول أهداف أنيل كان تحديث وتطويرالشبكة الكهربائية عن طريق إنشاء الجهد العالى الارتكازى، روابط دولية، روابط بالجزر، توصيل الكهرباء للمناطق الريفية وكذلك إنشاء المركز الوطنى للإيفاد. هذه المشاريع كانت تمول من الولاية عن طريق طرح سندات- في عام 1965- بمبلغ يزيد عن 200 بليون ليرة إيطالية. في عام 1967 انتقلت مراقبة أنيل من اللجنة الوزارية إلى لجنة وزارية للتخطيط الاقتصادي (CIPE), في وزارة الصناعة. في خلال هذه الفترة، لأول مرة إنتاج الطاقة الحرارية تجاوز الطاقة الكهرومائية.

#### مركز الإيفاد الوطنى
في عام 1963, أنشُئ مركز الإيفاد الوطنى في روما من أجل إدارة تدفق الطاقة من الشبكات عن طريق تنسيق مصانع الأنتاج، شبكة الانتقال، التوزيع وربط جهاز الكهرباء الإيطالى بمدن أجنبية، عن طريق ظبط إنتاج وإرسال الطاقة على أساس الطلب الفعلى.

#### كهربة الريف
في إطار كهربة الريف، القطاعات التي لم تكن موصولة بشبكة كهرباء زادت من 1.27% في عام 1960 إلى 0.46%, بما يزيد عن 320,000 ساكن جديد متصل. في خلال خمس سنين ما بين عام 1966 وعام 1970 زادت الأستثمارات في المناطق الريفية- 80% من التكلفة كانت تغطى من الولاية و20% من أنيل- هذه أستكملت عن طريق خفض المعدلات كتحفيز لتطوير الزراعة.

#### شبكة الجهد العالى والاتصالات للجزر
في عام 1968, بدأت أعمال إنشاء 380 كيلو فولت لتصل بين فلورانس وروما بغرض ضم منطقة النظام الكهربائى العالى الضغط الخاص بالشمال إلى مركز الجنوب المتصل بفرنسا. في نفس الوقت ربط عالية الجهد الدولية مع فرنسا (380 كيلو فولت فينوس-فيلارودين، 1969) وكذلك سويسرا.
في نفس السنين وضعت كابلات كهربائية تحت الماء لربط شبه الجزيرة وجزرإلبا (1966), ايشيا (1967) وسردينيا عن طريق كورسيكا (1967).

#### كارثة فايونت
أنيل كانت جزء من كارثة سد فايونت، والتي حدثت في خزان فايونت، الذي صنع لإنتاج كمية كبيرة من الطاقة الكهرومائية. في 9 أكتوبر 1963 حدث أنهيار أرضى ضخم إلى 260 مليون متر مكعب في الخزان. بنيا السد ومحطة الطاقة عن طريق شركة البحر الأدرياتيكي الكهرباء SADE ثم بيعا إلى أديسون| والذي نقلهما كجزء من عملية التأميم لشركة أنيل.
وكان ناتج الانهيار الأرضى موجات عالية في سد فايونت، وأدى هذا إلى فياضان جزئى غمرت قرى ارتى اى كاسو واجتاحت السد، لتمحو المدن الموجودة في الوادى تحتها: لونجارون، بيراجو، ريفالتا، فيلانوفا وفاو. توفى حوالى ألفان في هذه الكارثة. أنيل ومونتيدسون، أدينوا في المحاكمة كشركات مسببة للكارثة، وكانت المسؤولية جادة جدا نظرا لإمكانية التنبؤ بهذا الحدث.
أجبروا الشركتان لدفع مصاريف الدمارللمجتمعات التي أضيرت من هذه الكارثة.

### 1970–1980: أزمة الطاقة والبحث عن مصادر جديدة
العقود التي تلت 1970 كانت مميزة بكارثة طاقة عظمى مما جعل الشركة تقوم بتدابير تقشفية صارمة وأنشاء خطة
وطنية للطاقة والتي شملت بناء محطات طاقة جديدة والبحث عن مصادر طاقة جديدة.

Enel advert "For a better and more economical use of energy" during the years of the energy crisis (1976–1977)

#### أزمة الطاقة
في عام 1975, نتيجة لأزمة النفط ومعاييرالتقشف، وكذلك تعريف أول خطة وطنية للطاقة (PEN), أصبح هدف الشركة تخفيض اعتماد أنيل على الهيدروكربونات. وقد تحقق هذا عن طريق أستخدام مصادر أخرى للطاقة، ومنها المائية، الطاقة الحرارية الأرضية، زيادة أستخدام الفحم، دورة النفايات وخاصة استخدام الطاقة النووية.

#### محطات جديدة
تم بناء العديد من المحطات الجديدة في غضون العقد.
- في أوائل عام 1970, بدء إنشاء المحطة النووية كاورسو (أيمليا- روماجنا)- أول محطة كبرى للطاقة النووية في إيطاليا (840-860 ميجاوات).[105]
- ما بين عام 1972 وعام 1987, تم بناء محطة تالورو للطاقة الكهرومائية في، ولاية نورو -ساردينيا.[106]
- في عام 1973, تم تشغيل محطة سان فيورانو للطاقة الكهرومائية (لامبورادى)
- في عام 1977, تم أفتتاح محطة للطاقة الحرارية قرب بيومبينو- (توسكانى).[107]
- في نهاية عام 1970 بدء إنشاء محطة بورتو تول للطاقة الحرارية (فينيتو).[108][109] تم أكتمالها لبدء التشغيل في عام 1980.
- ما بين عام 1971 وعام 1977, تم أختبار الطيار 1000 كيلو فولت مرافق نقل في سوفيريتو (توسكانى).[110][111][112][113][114]
- ما بين عام 1973 وعام 1977, تم حفر أبارلإنتاج الطاقة الحرارية الأرضية في تور ألفينا، في ولاية فيتيربو (لاتسيو).[115][116]
- في عام 1974, تم أكتمال أنشاء الأدرياتيكي الجهد العالي العمود الفقري للكهرباء.[117][118][119]
- تم أكتمال إنشاء سد ألتو جسو (بيديامونت) في عام 1982 كجزء من محطة توليد الطاقة الكهرومائية ليجى اياندو "انتراك ".[120][121]

### 1980–1990: التخلي عن الطاقة النووية
كان عام 1980 يتميز بإنشاء محطات جديدة وأختبار العديد من بدائل الطاقة، وكذلك الخفض التدريجى من الأعتماد على النفط والذي خفض من 75.3% في عام 1973 إلى 58.5% في عام 1985.
في عام 1986حازت أنيل على أول رصيد موجب، كان 14 بليون و100 مليون ليرة إيطالية اجمالي ربح.
أخيراً، في عام 1987, أعقاب كارثة تشيرنوبيل، تم الاستفتاء حول الطاقة النووية. كان هذا نهاية الطاقة النووية في إيطاليا، إغلاق وتعليق جميع الأنشاءات لمحطات الطاقة النووية وتأسيس خطة وطنية جديدة للطاقة.

#### محطات جديدة وبديلة للطاقة
في نفس هذه العقود تم تشغيل هذه المحطات:
- في عام 1983-1984, تم تشغيل محطة فيوماسنتو (ساردينيا) للطاقة الحرارية.[52][130][131]
- في عام 1984-1985, تم تشغيل خزان ضخ محطة الطاقة الكهرومائية من ايدولو(لومباردى), واحدة من أكبر المحطات في أوروبا.[132][133][134][135]
- في عام 1984, تم تشغيل محطة تورفالدياجا نورد (لاتسيو) للطاقة الحرارية.[52][136][137]

بالنسبة للطاقة البديلة :
- في عام 1981, بمساعدة المجتمع الاقتصادي الأوروبي، أنيل أصبحت الشركة الأولى عالميا في بناء محطة للطاقة الشمسية (محطة توليد الكهرباء أريليوس في أدرانو، صقلية) وربطها عمليا إلى شبكة الكهرباء الرئيسية (أغلقت المحطة في عام 1987)[105][138][139][140][141][142][143]
- في عام 1984, تم تشغيل محطة الطاقة الضوئية من فولكانو (صقلية)[136][136][144][145][146][147][148][149][150][151]
- في عام 1984, تم تشغيل أول مزرعة رياح في المدينة في ألتا نبرا (ساردينيا).[136][150][151][152][153][154][155][156]

في عام 1985 المركز الوطنى للأفادة والتحكم في شبكة الكهرباء أنتقلت تدريجياً من قلب روما إلى ستباجنى، وأصبحت جزء كبير من الشبكة الأوروبية للتعاون في إنتاج الكهرباء.

#### إستفتاء، أغلاق المحطات النووية وخطة وطنية جديدة للطاقة
بعد كارثة تشيرنوبل في عام 1987, تم استفتاء يعاقب انقطاع عن إنتاج الطاقة النووية في إيطاليا. سواء المحطات النووية الموجودة أو التي تحت الأنشاء في ذلك الوقت:
- محطة الطاقة النووية في كاورسو (إيميليا-رومانا), والتي كانت متوقفة منذ عام 1986 نتيجة للتزود بالوقود، لم تعمل مججدا حتى أغلقت في عام 1990.
- في عام 1987, محطة انريكو فيرمى للطاقة النووية، في قرية ترينو فيرسيلى (بيديومنت) أغلقت- وجميع الخطط لإنشاء محطة أخرى ألغيت. أغلقت المحطة في عام 1990.
- في عام 1982بدأ إنشاء محطة ألتو لاتسيو للطاقة النووية، الكائنة في مونتالتو دى كاسترو، وتعطل في عام 1988. في عام 1989 تم تحويله إلى محطة وقود متعددة.
- في عام 1988, تم أغلاق محطة كهرباء لاتينا (لاتسيو) للكاقة النووية.
- محطة جاريجليانو للطاقة النووية (كامبانيا) أغلقت منذ عام 1978.
- في عام 1988, أسست خطة الطاقة الوطنية الجديدة هدفها الرئيسي هو: زيادة كفاءة الطاقة; حماية البيئة; استغلال الموارد الوطنية; تنويع مصادر التوريد من الخارج; القدرة التنافسية الشاملة لنظام الإنتاج.[159][163][164][165][166][167]

### 1990–2000: التحرير والخصخصة
ما بين عام 1990 وعام 2000, شهدت البلاد تطوير ملحوظ في تحرير سوق الكهرباء.
في عام 1992, أماتو الأول للوزراء حول أنيل إلى شركة محدودة حيث كانت وزارة المالية المساهم الوحيد.
في عام 1999, قام المرسوم برساني بتحرير سوق الكهرباء; بدء إعادة هيكلة شركة أنيل، مع تفكيك للإنتاج، النقل، إيفاد وبيع الطاقة.

#### محطات جديدة وطاقة بديلة
- في عام 2000, أطلقت أنيل مشروع لربط شبكة الكهرباء إيطاليا باليونان عن طريق وضع كابل كهرباء بطول 160 كيلومتر تحت الماء لربط (ابيليا) بالمدينة اليونانية أتوس (بيلوبينيز) وكابل يحمل 600 ميجاوات. المشروع، اكتمل في عام 2002, تكلف 339 ملون يورو.[172][173][174]

بالنسبة للطاقة البديلة:
- في عام 1993, بنت أنيل محطة سيير للطاقة الضوئية في قرية بيرسانو (كامبينيا)-في ذلك الوقت كانت أكبر محطة من نوعها في أوروبا بسعة 3.3 ميجاوات.[175][176][177][178]
- في عام 1995, بنت أكواسبريزا مزرعة للرياح في فروسولون (موليس).[179]
- في عام 1998, بنت أنيل مزرعة كولارميل (ابروزو) للهواء.[180]

#### تحرير وأطلاق وخصخصة سوق الأوراق المالية
- في عام 1991, كان القانون رقم 9/1991 أقر أول تحرير جزئى لإنتاج الكهرباء المتولدة من المصادر التقليدية ومصادر قابلة للتجديد; سمح للشركات بإنتاج الكهرباء للإستخدام الخاص بهم مع إلزامهم بتسليم الكمية الفائضة إلى أنيل.[159][181][182]
- في عام 1999, أصدر داليما الاول الوزراء المرسوم التشريعي رقم 79 في 16 ى مارس 1999- (معروف بأسم برسانى ديكرى) - للتحرير الدائم لقطاع الكهرباء. وقد أتاح هذا الفرصة لممثلين أخريين للعمل في سوق الطاقة. أنيل، والتي كانت حتى هذا الوقت الممثلة الوحيدة للإنتاج، التوزيع والمبيعات للكهرباء في إيطاليا، وجب عليها في ذلك الوقت تغيير هيكل الشركة عن طريق تمييز الثلاث مراحل وإنشاء ثلاث شركات مختلفة: أنيل برودزيون، أنيل ديسنربيوزون وترنا (باعت أنيل ترنا في عام 2005). علاوة على ذلك، أعطيت أنيل القيمة القصوى من إنتاج الطاقة الكهربائية مساوية إلى 50% من إجمالى الإنتاج المحلى.[169][170][183][184][185][186][187]
- في عام 1993, تم خصخصة 31.7% من الشركة - في هيكلها الجديد-. تلى الخصخصة أن وضعت أنيل في سوق الأوراق المالية; أدرجت حصتها في سوق الأوراق المالية الإيطالى بقيمة 4.3 يورو للسهم الواحد; العرض الكلي كان 4.183 مليون سهم بقيمة إجمالية 18 مليون يورو.[188][189][190][191][192][193]

#### عمليات أخرى
- في عام 1997, أنيل، فرانس تليكوم، ودوتش تيليكوم قاموا بتمويل وند تليكومينزيونى كمشروع مشترك، مشغل الاتصالات المتنقلة والثابتة.[136][194][195][196]

### 2000–2010: السياسات البيئية والتدويل
في خلال الألفينيات، عملت الشركة على أصدار قوانين لتقليل التأثير البيئي لإنتاج الطاقة وكذلك على التدويل التدريجي لأنيل عن طريق عدد من عمليات الدمج والاستحواذ.
- في عام 2000, مضت أنيل أتفاق مع وزارة البيئة ووزارة الصناعة حيث ألزمت الشركة بتخفيض انبعاثات غاز ثاني أكسيد الكربون بحوالى 13.5% قبل عام 2002, وبحوالى 20% قبل عام 2006.[200][201][202]
- في عام 2008, أنيل كونت أنيل طاقة خضراء، شركة مخصصة لتطوير وإدارة إنتاج الطاقة من مصادر قابلة للتجديد.[136][203][204][205]

#### عمليات الدمج والأستحواذ
- في عام 2000, أنيل -عن طريق شركة تابعة يرقع - أستحوذت على سي اتش اى للطاقة، شركة منتجة للطاقة القابلة للتجديد تعمل بسوق الولايات المتحدة وكندا; كلفت العملية أنيل 170 مليون دولار.[206][207][208]
- في عام 2001, أنيل ربحت أنيل عرض شراء فيسجو- شركة فرعية لأنديسا - شركة نشطة في السوق الأسبانى في مجال إنتاج وتوزيع الكهرباء بكثافة إجمالية تساوى 2400 ميجاوات.[209][210][211][212]
- في عام 2004, ضمت أنيل إلى مؤشر داو جونز للاستدامة، مؤشر سوق الأسهم الذي يقيم الأداء التمويلى للشركات بناء على الأقتصاد، البيئة والأداء الأجتماعى.[213][214][215]
- في عام 2002, أنيل جردت أورجون سبا وانتربور يبا من الألتزام بأحكام برسانى ديكرى بخصوص تحرير إنتاج الكهرباء.[216][217][218][219]

#### محطات جديدة وطاقة بديلة
- في عام 2001, أنيل بدأت إنشاء خط نقل الجهد العالي بطول 1095 كم في البرازيل.[220][221]
- في عام 2009, أطلقت أنيل مشروع أرشيليد: نظام اضاءة جديد في المدينة اختاره 1600 من البلديات. كانت نتيجة تكنولوجيا الإضاءة الجديدة الذكية الحفاظ على الطاقة بحوالى 26 جيجاوات ساعة في السنة، وكذلك تخفيض انبعاثات غاز ثاني أكسيد الكربون بحوالى 18,000 طن في السنة.[222][223][224]
- في عام 2009, قامت أنيل بأفتتاح محطة طاقة ضوئية جديدة في حديقة فيلا ديميدوف في براتولينو (فلورانس). هذا المشروع -لقب بديامانت- كان محطة قادرة على تخزين الطاقة المتراكمة خلال اليوم في شكل هيدروجين وإستعمالها أثناء النهار.[225][226][227]
- في عام 2010, تم تشغيل محطة أرشيميد للطاقة الشمسية في بريولو جارجالو، بالقرب من سيراكوز في صقلية. كات هذه أول محطة للطاقة الشمسية تستخدم تكنولوجيا الملح المنصهر تتكامل مع منشأة الغاز للدورة المركبة.[228][229][230]

#### عمليات أخرى
- في عام 2001, استحوذت أنيل على انفوسترادا - وكانت مملوكة لفودافون; كانت تكلفة العملية 7.25 بليون يورو. انفوسترادا اندمجت لاحقاً مع ويند تليكوم (17 مليون عميل ما بين خدمات ثابتة، متنقلة وانترنت).[231][231][232][233][234][235][236][237][238]
- في عام 2005, خصصت أنيل 62.75% (المتبقى 37.25% جرد في عام 2006) من الرياح إلى أستثمارات الجو S.a.r.l. شركة مملوكة لرجل الأعمال المصرى نجيب ساويرس، في ذلك الوقت كان المدير التنفيذي لشركة أوراسكوم.[239][240][241]
- في عام 2008 وعام 2009 أنيل ستوكاجى وأنيل ريتا جاز بيعا للمشتثمريين، أغلبهم لأول صندوق ايطالي للبنية التحتية.

### 2010–اليوم
كانت هذه الفترة مميزة بتعيين مجلس إدارة جديد، والذي حدد إعادة تنظيم الأصول في الخارج وكانت تخفيض ديون الشركة من الأولويات الرئيسية للشركة للمستقبل.
الأنشطة الصناعية:
- في عام 2011, أفتتحت أنيل أول منشأة طيارلاحتجاز ثاني أكسيد الكربون في البلاد، في هذه المنطقة في بريندسي الكائنة في محطة الطاقة أنيل فريدريكو الثانية.[242][243][244][245]
- في عام 2011, في اسرنيا في منطقة موليس - بنت أنيل ديستريبيوزون أول شبكة ذكية، شبكة تستطيع تظبيط الأتجاه الثنائى لتدفق الكهرباء بكفائة عالية مولدة من مصادرطاقة قابلة للتجديد. أجمالى تكلفة هذا المشروع كانت 10 ملايين يورو.[246][247][248]
- في عام 2012 أنيل ورينو كجزء من شبكة التنقل الإلكترونية والمدينة الذكية - تعاونتا من أجل تصنيع موديل سيارة تسمح للعميل بتحديد أقرب محطة أنيل للشحن في وقت حقيقى وكذلك أستحضار المعلومات إذا كانت متوفرة. أنيل كانت قد تعاونت مسبقاً مع شركات أخرى مصنعة للسيارات مثل أوبل ومرسيدس وبياجيو.[249][250][251][252][253]

### أنشطة الشركات
- في عام 2012 باعت أنيل 5.1% المتبقية من تيرنا والتي كانت لازالت تملكها، وبالتالى خرجت نهائيا من سوق الضغط العالى.[254]
- في عام 2013 وقعت أنيل على أتفاق، في سوتشى، من أجل بيع 40% من القطب الشمالي بروسيا، مشروع مشترك مع شركة ايني، والذي بدوره تحكم في 49% من سيفيرانرجيا، مقابل 1.8 بليون دولار.[255][256]
- في مايو من عام 2014, أنتخبت ماريا باتريزيا جريكو كرئيسة لمجلس الإدارة وفرانسيسكو ستاراسعين المدير التنفيذى. وكان الهدف الرئيسي هو إعادة تنظيم الأنشطة في أيبريا وأمريكا اللاتينية وكذلك خفض الديون.[257][258][259][260][261]

### بحوث وتطوير الأنشطة
- في عام 2011, وقعت أنيل على مذكرة تفاهم مع مدينة روما وجامعة روما لا سابينزا من أجل بناء وتركيب ديامانت، محطة طاقة ضوئية تستطيع أن تجمع وتخزن الطاقة وبالتالى تكون متوفرة في حالة غياب النور الضوئى.[262][263]
- في عام 2011, أنيل ديستريبيوزون، شركة تتحكم في توزيع شبكات أنيل، وشركة ان اى سي، وقعا اتفاقية شراكة إستراتيجية بغرض تطوير التكنولوجيا الحديثة والحلول في مجال الشبكات الذكية.[264][265][266]
- ما بين عام 2012 وعام 2014 أنيل ديستريبيزون وجنرال اليكتريك تعاونا في المشاريع البحثية في مجال كفاءة الطاقة وتخفيض انبعاثات ثانى أوكسيد الكربون.[267][268][269]
- في عام 2012 أنيل وهيواننج معهد أبحاث الطاقة النظيفة وقعا أتفاقية تفاهم بغرض تقوية التعاون في مجال تطوير تكنولوجيات الفحم النظيفة، الطاقة القابلة للتجدد والتوليد الموزع.[270][271]
- في عام 2014 أنيل وأنديسا، اكيليراس، وفندجبوكس أنشأ برنامج انسنس (سبارك الإنترنت النظيفة المساعدون)، الذي شارك في تمويله المفوضية الأوروبية من أجل تسويق الأبتكارات التكنولوجية في مجال الطاقة القابلة للتجدد، ثم أنضم ما يفوق 250 مبتدئ من 30 دولة في 2015.[272][273][274]

### عمليات أخرى
- في عام 2011 أصبحت أنيل جزء من الاتفاق العالمي للأمم المتحدة، مبادرة من الأمم المتحدة لتشجيع الشركات لاعتماد سياسات مستدامة.[275]
- في عام 2011 أعتمدت أنيل في مؤشر اف تى اس اى 4 جيد في بورصة لندن والذي يقوم بقياس سلوك الشركات من حيث الاستدامة البيئية، والعلاقات مع أصحاب المصلحة، وحقوق الإنسان، وجودة ظروف العمل والكفاح ضد الفساد.[276][277]
- في عام 2011, وقعت أنيل أتفاق لإطار التعاون مع برنامج الغذاء العالمى ومع الأمم المتحدة، في مجال مكافحة الجوع العالمى وتغير المناخ. تكلف المشروع 8 ملايين يورو وشمل ذلك إنتاج وتوزيع مواقد الطبخ عالية الكفاءة، تحميل النظم الكهربائية الضوئية في كل الأماكن اللوجستية لبرنامج الأغذية العالمى، وكذلك مساندة التدخل البشرى.[278][279][280]
- في عام 2012, أكدت أنيل مشاركتها في أكسبو 2015, ربحت عقدان لبناء الشبكة الذكية - شبكة عبقرية لتحسين توزيع الطاقة - على الموقع.[281][282]
- في عام 2014 وعام 2015 ضمت إلى STOXX العالمية ESG مؤشر قادة الحكم، مؤشر لقياس الممارسات البيئية والاجتماعية والحكومية للشركة.[283][284]
- في أكسبو 2015, قدمت تعزيز قوة التعليم، أطلقت مع شركة كوكاكولا وجيفوات، مشروع يهدف زيادة أستهلاك الكهرباء المتجددة في المناطق النائية في كينيا، عن طريق توزيع المصابيح الشمسية لعدد من المدارس في الأقليم.[285][286][287]

## أنشطة
مدرجة في سوق ميلان للأوراق المالية منذ 1999, مقرها الرئيسي في روما، أنيل جزء من مجموعة شركات منتجة وموزعة للغاز في 30 دولة أنحاء أوروبا، أمريكا الشمالية، أمريكا الجنوبية أسيا وأفريقيا.
المجموعة توظف ما يقرب من 70,000 شخص، لديها ما يزيد عن 60 مليون عميل عالميا (56 مليون في سوق الكهرباء، و6 مليون في سوق الغاز) وصافي القدرة المركبة من أكثر من 89 جيجاوات، هي الأولى في أوروبا لعدد من العملاء والثانية، بعد كهرباء فرنسا، للسعة.

### إنتاج الكهرباء
أنيل تنتج كهرباء عن طريق عدد من مصادر الطاقة تتضمن الطاقة الحرارية الأرضية، وطاقة الرياح، والطاقة الشمسية، طاقة كهرومائية، حرارية وطاقة نووية. في عام 2014 أنشأت مجموعة أنيل مجموع 283.1 بليون كيلووات ساعة من الكهرباء، ووزعت 395.4 بليون كيلووات ساعة، وباعت 261 بليون كيلووات ساعة. منذ عام 2008 أنيل عهدت إلى إنتاج الكهرباء من مصادر الطاقة القابلة للتجدد إلى شركتها الفرعية، أنيل طاقة خضراء.
| البلد                  | القدرة الصافية المثبتة من أنيل (2015) | الطاقة المنتجة من أنيل في البلاد (2014) | نسبة الطاقة المنتجة من أنيل | صافى الطاقة المنتجة في البلاد (2014) |
| أوروبا                 | 59.1 جيجا وات                         | 178.3 تيراوات ساعة                      |                             | 896 تيراوات ساعة                     |
| ---------------------- | ------------------------------------- | --------------------------------------- | --------------------------- | ------------------------------------ |
| إيطاليا                | 30,810 MW ميجاوات                     | 71.8 TWh تيراوات ساعة                   | 24.0%                       | 299 TWh تيراوات ساعة                 |
| أسبانيا والبرتغال      | 23,042 MW ميجاوات                     | 69.7 TWh تيراوات ساعة                   | 18.4%                       | 377 TWh تيراوات ساعة                 |
| سلوفاكيا               | 4,032 MW ميجاوات                      | 20.6 TWh تيراوات ساعة                   | 85.8%                       | 24 TWh تيراوات ساعة                  |
| رومانيا                | 534 MW ميجاوات                        | 15.0 TWh تيراوات ساعة                   | 26.3%                       | 57 TWh تيراوات ساعة                  |
| بلجيكا                 | 406 MW ميجاوات                        | 0.7 TWh تيراوات ساعة                    | 0.8%                        | 83 TWh تيراوات ساعة                  |
| اليونان                | 308 MW ميجاوات                        | 0.5 TWh تيراوات ساعة                    | 0.9%                        | 56 TWh تيراوات ساعة                  |
| أمريكا الشمالية        | 2.1 GWجيجا وات                        | 6.4 TWh تيراوات ساعة                    |                             | 4,718 TWhتيراوات ساعة                |
| الولايات المتحدة وكندا | 2,083 MW ميجاوات                      | 6.4 TWh تيراوات ساعة                    | 0.1%                        | 4,718 TWh تيراوات ساعة               |
| أمريكا الوسطى          | 1.0 GWجيجا وات                        | 2.8 TWhتيراوات ساعة                     |                             | 320 TWhتيراوات ساعة                  |
| بنما                   | 312 MW ميجاوات                        | 1.1 TWh تيراوات ساعة                    | 15,7%                       | 7 TWh تيراوات ساعة                   |
| المكسيك                | 495 MW ميجاوات                        | 0.8 TWh تيراوات ساعة                    | 0.2%                        | 296 TWh تيراوات ساعة                 |
| جواتيمالا              | 164 MW ميجاوات                        | 0.7 TWh تيراوات ساعة                    | 8.7%                        | 8 TWh تيراوات ساعة                   |
| كوستا ريكا             | 55 MW ميجاوات                         | 0.2 TWh تيراوات ساعة                    | 2.2%                        | 9 TWh تيراوات ساعة                   |
| أمريكا الجنوبية        | 17.5 GWجيجا وات                       | 62.8 TWhتيراوات ساعة                    |                             | 813 TWhتيراوات ساعة                  |
| تشيلي                  | 6,886 MW ميجاوات                      | 20 TWh تيراوات ساعة                     | 31.7%                       | 63 TWh تيراوات ساعة                  |
| الأرجنتين              | 4,400 MW ميجاوات                      | 14.4 TWh تيراوات ساعة                   | 12.1%                       | 119 TWh تيراوات ساعة                 |
| كولومبيا               | 3,000 MW ميجاوات                      | 13.5 TWh تيراوات ساعة                   | 21.7%                       | 62 TWh تيراوات ساعة                  |
| بيرو                   | 1,900 MW ميجاوات                      | 9.1 TWh تيراوات ساعة                    | 23.9%                       | 38 TWh تيراوات ساعة                  |
| البرازيل               | 1,353 MW ميجاوات                      | 5.8 TWh تيراوات ساعة                    | 1.1%                        | 531 TWh تيراوات ساعة                 |
| أسيا                   | 8.9 GWجيجا وات                        | 42.4 TWhتيراوات ساعة                    |                             | 1,057 Twhتيراوات ساعة                |
| روسيا                  | 8,944 MW ميجاوات                      | 42.4 TWh تيراوات ساعة                   | 4%                          | 1,057 TWh تيراوات ساعة               |
| أفريقيا                | 0.4 GWجيجا وات                        | 0.8 TWhتيراوات ساعة                     |                             | 21 TWhتيراوات ساعة                   |
| المغرب                 | 384 MW ميجاوات                        | 0.8 TWh تيراوات ساعة                    | 3.8%                        | 21 TWh تيراوات ساعة                  |
| المجموع                | 89.0 GWجيجا وات                       | 293.5 TWhتيراوات ساعة                   |                             | 7,825 TWhتيراوات ساعة                |

### الأبحاث والتطوير
أشتركت أنيل في أنشطة الأبحاث والتطويرمن أجل إنتاج وتوصيل الكهرباء. من هذه الأنشطة:
- تصميم وتنفيذ «النباتات المهجنة» والتي تجمع ما بين استخدام مصادر وتقنية مختلفة لتخزين الطاقة، من أجل زيادة كفاءة محطات التخزين.[332][333][334]
- تطوير الشبكات الذكية التي تزيد من كفاءة واستدامة توزيع الكهرباء، بدعم من المجتمع الأوروبى[335][336]

### السوق الإيطالى
في إيطاليا، أنيل تعمل في هذه المجالات:
- إنتاج الكهرباء عن طريق أنيل بروديزيون،[337] ومن الطاقة المتجددة عن طريق أنيل طاقة خضراء.[338]
- إمدادات الكهرباء عن طريق أنيل انرجيا.[339]
- توزيع وتحويل الكهرباء وصيانة المحطات عن طريق أنيل ديستريبزيون.[340]
- حماية خدمات المستهلك عن طريق أنيل للخدمات الكهربائية- والتي تضمن امداد الطاقة بسعر ثابت. أسست عن طريق هيئة الكهرباء والغاز في هذه المناطق حيث أنيل ديستريبزيون هي المزود الوحيد[341]
- إضاءة الشوارع والإضاءة الفنية عن طريق أنيل سول.

بعد تحرير السوق، أصبحت أنيل لا تستطيع إنتاج أكثر من 50% من إجمالى إنتاج الكهرباء في إيطاليا، ومثل جميع المورديين قيدت بقانون الخدمة الشاملة وبالمعايير الأوروبية لتوصيل الشبكات لأى شخص يطلب ذلك. على العموم، أنيل أصبحت معرضة لمراقبة قرارات هيئة الكهرباء والغاز.

## الأنشطة الدولية

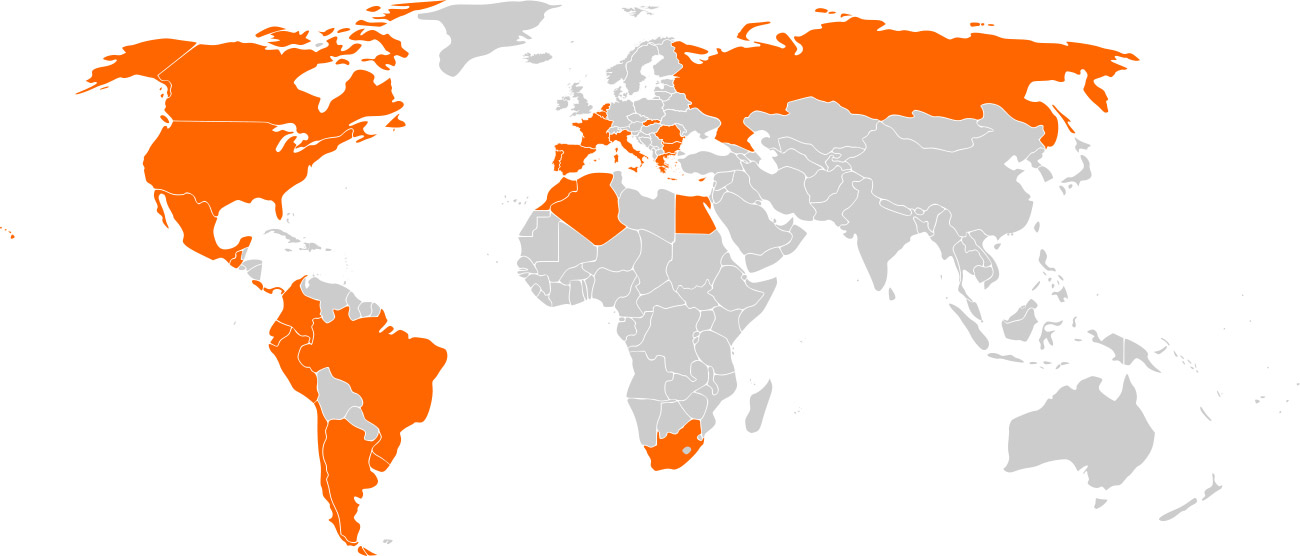
Enel's presence worldwide

عالمياً، مجموعة أنيل، عن طريق شركاتها الفرعية، تغطى المناطق التالية والأنشطة:
- إنتاج، توزيع وإعادة بيع الكهرباء والغاز في شبه الجزيرة الإيبرية، أمريكا اللاتينية والمغرب، عن طريق أنيل ايبيرمريكا وشركاتها الفرعية انديسا وانرسيس، وفي روسيا عن طريق شركتها الفرعية أنيل روسيا.[345][346]
- إنتاج الكهرباء من مصادر متجددة عالميا (أمريكا الشمالية، أمريكا الجنوبية، أفريقيا، أوروبا وأسيا) عن طريق أنيل طاقة خضراء.[347][348]
- عملت في قطاع الغاز في أمريكا الشمالية، الجيريا وفي مصر.[349][350]
- القيام بنشاط جمع التبرعات، وأستخدام هذه التبرعات في عمليات أستثمار عن طريق شركاتها الفرعية أنيل للإستثمارات، أنيل للتمويل الدولية وانديسا العالمية (وتقع في هولندا).[351]
- تعمل أنيل في أوروبا: بلجاريا، فرنسا، اليونان، إيطاليا، رومانيا، روسيا، سلوفاكيا، أسبانيا والبرتغال. في أمريكا الشمالية: كندا والولايات المتحدة. في أمريكا اللاتنية: الأرجنتين، البرازيل، تشيلى، كولومبيا، كوستا ريكا، جواتيمالا، المكسيك، بنما وبيرو. عن طريق شركتها الفرعية انديسا، أنيل أيضا قائمة في المغرب.

أنيل مقسمة إلى خمس أقسام:
- الجيل العالمى: مسؤول عن إنتاج الكهرباء.
- البنية التحتية والشبكات العالمية: تغطى البنية التحتية لنقل وتوزيع الطاقة.
- الطاقة المتجددة: تغطى إنتاج الطاقة من المصادر المتجددة بالرجوع إلى أنيل طاقة خضراء والتي فرانسيسكو فينتيرينى، هو المديرالعام منذ عام 2014, وكذلك رئيس مجلس إدارة أنيل طاقة خضراء.[352][353][354]
- التجارة العالمية: تمد مجموعة أنيل وكذلك الأطراف الثلاثة بالبضائع التي تستخدم في محطات الطاقة مع تحسين خدمات إنتاج الطاقة وتوزيعها.[355]
- منبع الغاز: مسؤول عن الأستثمارات من أجل أكتشاف، إنتاج، وتطوير البنية التحتية لنقل الغاز.
- أنيل موجودة في أوروبا (بلجاريا، فرنسا، اليونان، إيطاليا، رومانيا، روسيا، سيلوفاكيا وأسبانيا), أمريكا الشمالية (كندا والولايات المتحدة) وأمريكا اللاتنية (البرازيل، تشيلى، كوستا ريكا، جواتيمالا، المكسيك وبانما). عن طريق شركتها الفرعية انديسا، أنيل أيضاً موجودة في الأرجنتين، كولومبيا، المغرب، بيرو والبرتغال.[356]

### أوروبا

#### بلجيكا
نتج أنيل في بلجيكا طاقة بسعة إجمالية 406 ميجا وات بمحطة الطاقة مارسينيل انرجى.

#### بلجاريا
أنيل موجودة في بلجاريا عبر أنيل طاقة خضراء والتي حصلت على اثنين من مزارع الرياح في عام 2008 وتضاعفت سعتها بحلول عام 2010, بإجمالى 42 ميجا وات. المحطات تقع في كامين برياج وشبلا في شمال شرق البلاد على طول ساحل البحر الأسود. وكان من المقرر بيع المحطات في عام 2011.

#### قبرص
تعمل أنيل في قبرص في الأقليم من خلال أنيل للتجارة; الشركة تشارك بحوالى 12.5% من كونسورتيوم لاستكشاف وإنتاج الغاز في حقل غاز ليفياثان الموجود ما بين قبرص وإسرائيل ولبنان.

#### فرنسا
أنيل تمد فرنسا بالكهرباء وتمتلك 5% من تبادل الطاقة باورنكست.
اليونان
في اليونان، أنيل تعمل من خلال الطاقة الكهرومائية لأنيل طاقة خضراء (19 ميجا وات), الطاقة الضوئية (71 ميجا وات) وطاقة الرياح (199 ميجا وات) لتمد الطاقة للمحطات بإجمالى 289 ميجا وات.
هولندا
في هولندا، أنيل تعمل من خلال عدد من شركات التمويل (أنيل للتمويل الدولى، أنيل الاستثمارية القابضة B.V. الدولية انديسا B.V.) التي تجمع الأموال من خلال إصدار السنداتوغيرها من أشكال التمويل، والاستثمار في إنتاج وتوزيع الكهرباء. أنيل موجوده أيضاً من خلال انديسا انرجيا S.A., شركة تبيع الغاز والكهرباء لعدد كبير من العملاء في أوروربا.
رومانيا
في رومانيا، أنيل تملك ما يفوق عن 2.6 مليون عميل عبر أغلبية الأسهم في عدد من شركات توزيع الكهرباء في سيد-مينتنيا، والتي تتضمن بوخارست، بانات وكذلك دوبراجا. أعلان بيع هذه الشركات، في منتصف عام 2014, تم سحبه في أوائل عام 2015. عبر أنيل طاقة خضراء، أنيل هي أيضاً واحدة من منتجين الكهرباء بالمدينة، بإجمالى سعة 534 ميجا وات.
روسيا
انيل نشطة في روسيا في عدد من المناطق:
- من خلال أنيل روسيا محطة الطاقة الحرارية والتي تنتج الكهرباء بسعة إجمالية 9,677 ميجا وات.[379][380]
- في إعادة بيع الكهرباء، مع روسانرجوسيبت.
- في توزيع الكهرباء مع تركيب عدادات الكهرباء الإلكترونية.

سلوفاكيا
في سلوفاكيا تمتلك أنيل 66% من محطات توليد الطاقة السلوفاكية، والتي تم الحصول عليها في عام 2006. تنتج أنيل إجمالى كهرباء 5,700 ميجا وات من الطاقة النووية، الحرارية والكهرومائية. من نهاية عام 2014, أنيل أستلمت عروض من المشتريين الراغبيين في حيازة أسهمها في محطات توليد الطاقة السلوفاكية.
أسبانيا والبرتغال
من خلال مشاركة أنديسا، أنيل حاليا المشغل الرئيسي في اسبانيا والبرتغال، بإجمالى إنتاج للكهرباء 23,474 (6,500 ميجا وات من المتجددة) وكذلك ما يزيد عن 11 مليون عميل في سوق الكهرباء، و1.2 مليون في سوق الغاز. بالإضافة إلى ذلك، أنيل تنتج طاقة متجددة عن طريق أنيل طاقة خضراء أسبانيا، بكثافة إجمالية 1,745 ميجا وات في أسبانيا، و163 ميجا وات في البرتغال.
تركيا
تشترك أنيل في تركيا في التنقيب عن إنتاج الطاقة الحرارية الأرضية بالاشتراك مع أنيل طاقة خضراء ومجموعة النيزك يوزين.

#### أمريكا الشمالية
الولايات المتحدة وكندا
في الولايات المتحدة الأمريكية وفي كندا أنيل طاقة خضراء بأمريكا الشمالية (المعروفة سابقا بشركة أنيل أمريكا الشمالية) شركة تدار عن طريق انيل طاقة خضراء، تولد الطاقة المائية والطاقة الحرارية الأرضية وطاقة الرياح، والكتلة الحيوية بإجمالى كثافة 2,083 ميجا وات. (1,980 ميجا واطت في أمريكا، و103 ميجا وات في كندا)
أمريكا الجنوبية
في عام 2014 أنيل -من خلال أنيل طاقة خضراء- أصبحت ثانى أكبر منتج للطاقة الشمسية في أمريكا الاتينية. المشاريع المقررة للأعوام القادمة ستزيد عشرة أضعاف إنتاج الطاقة الضوئية، لتحول الشركة إلى أول شركة منتجة للطاقة الضوئية في المنطقة.

#### الأرجنتين
في الأرجنتين أنيل تنتج كهرباء من خلال الشركات الفرعية في أنديسا (تشيلي) - أنديسا كوستانيرا، هيددروليكا التشوكون، ودوك سيد- بإجمالى سعة 4.522 ميجا وات. عبر اديسير تقوم أنيل بتوزيع الكهرباء لأكثر من 2.3 مليون عميل في المدينة.
البرازيل
أنيل تنتج الكهرباء في البرازيل عبر شركاتها الفرعية أنديسا فورتاليزا وكاتشيرا دورادا بإجمالى سعة 987 ميجا وات. أنيل أيضاً تعمل في مجال نقل الكهرباء عبر أنديسا سين، وكذلك في التوزيع عبر:
- أمبلا، والتي تغطى كلا من المدينة وولاية ريو دي جانيرو بما يزيد عن 2.6 مليون عميل.
- كيول. في ولاية سييرا، بأكثر من 3.4 مليون عميل.

من خلال إحدى فروع الشركة، أنيل برازيل باتسيباكيو المتحدة، أنيل طاقة خضراء تنتج كهرباء من مصادر متجددة بإجمالى 376 ميجا وات - 203 ميجا وات من الطاقى ة الشمسية و173 ميجا وات من الطاقة الكهرومائية- بخطط تمتد إلى 378 ميجا وات.

#### تشيلى
في تشيلى أنيل تنتج كهرباء بحوالى 6,950 ميجا وات. من خلال أنيل طاقة خضراء في تشيلى، أنيل تنتج ما يفوق عن 300 ميجا وات بين طافة مائية وطاقة الرياح، وتقوم حاليا باستكشاف خيارات للحصول على الطاقة الحرارية الأرضية.
كولومبيا
في كولومبيا أنيل تنتج كهرباء بسعة 2,994 ميجا وات. أنيل طاقة خضراء تطور مشاريع للطاقة البديلة في الدولة.

#### أكوادور
تلى أتفاقيات وقعت في أواخر عام 2011 أنيل حاليا تنقب عن مصادر الطاقة الحرارية الأرضية في الأكوادور.
بيرو
في بيرو أنيل تنتج كهرباء بسعة إجمالية 1,802 ميجا وات. منذ عام 2011, أنيل طاقة خضراء بيرو تعمل على تطوير مصادر بديلة للطاقة في الدولة وكذلك الحصول على تنازلات مختلفة لمحطات الكهرباء.

#### أورجواى
قامت أنيل ببناء محطة طاقة رياح 50 ميجا وات في أوروجواى، عبر أنيل طاقة خضراء.
أمريكا الوسطى

### كوستا ريكا
عبر أنيل دى كوستا ريكا S.A., شركة فرعية لأنيل طاقة خضراء تنتج أنيل كهرباء بإجمالى 55 ميجاوات، منها 24 ميجا وات مزودة من الرياح و31 ميجا وات من الطاقة الكهرومائية . محطة الطاقة المائية الجديدة كوكاس، حاليا تحت الأنشاء، سوف تولد 50 ميجا وات إضافية.

#### جواتيمالا
تنتج أنيل الكهرباء، عبر أنيل طاقة خضراء بجواتيمالا- تولد كاملة من الطاقة الكهرومائية- بإجمالى 163 ميجا وات في المدينة.

#### المكسيك
كانت أنيل موجودة في المكسيك منذ 2007 عبر أنيل طاقة خضراء والتي تنتج طاقة بحوالى 399 ميجا وات، منها 346 ميجا وات طاقة الرياح، و53 ميجا وات طاقة كهرومائية.
بنما
أنيل فورتينا- شركة فرعية لأنيل طاقة خضراء في بنما- تنتج طاقة بسعة إجمالية 300 ميجا وات، والتي تحسب كنسبة 23% من الطلب المحلى لعام 2014. خطة الشركة هي بناء محطة طاقة شمسية جديدة من أجل زيادة الأنتاج إلى 29.9 ميجا وات.

#### أفريقيا
الجزائر
في الجزائر، أنيل تملك 13.5% من مخزون الجاز في ليزى باسين، في الجنوب الشرقي من البلاد، و18.4% من حقل أسارين. في عام 2014, بالأشتراك مع غاز دراجون، أنيل حصلت على ترخيص للتنقيب عن الغاز في منطقتان اضافيتان، مصارى اكالبى وتنترارت شمال. في مصارى اكلابى أنيل سوف تصبح المشغل الأول بحصة 70%, بينما تنترارت سوف تملك حصة 30%.
مصر
في مصر تملك أنيل 10% من رخصة التنقيب عن الغاز في منطقة البرلس.

#### المغرب
أنيل تصنيع الكهرباء في المغرب مع انرجي اليكتريك دى تاهادارت، بسعة إجمالية تصل إلى 384 ميجا وات. في عام 2010,أنيل طاقة خضراء أشتركت في مناقصة لبناء محطة لتوليد الطاقة الحرارية الشمسية. في بداية عام 2014 أنيل طاقة خضراء أعطيت هدف هو إنتاج طاقة الرياح في المغرب. وقد تم تطبيق الخطة في أواخر عام 2014 مع المشاركة في الدعوة لبناء 5 محطات لتبلغ سعتها الإجمالية 850 ميجا وات.
جنوب أفريقيا
في جنوب أفريقيا أنيل طاقة خضراء تمتلك محطة للطاقة الضوئية بسعة إجمالية 10 ميجا وات. خطة أنيل المستقبلية هو بناء عدد من مزارع الرياح ومحطات الطاقة الضوئية بسعة إجمالية 513 ميجا وات.

## الشركات الفرعية

### إيطاليا
في إيطاليا أنيل تمتلك الشركات الأتية والتي تنتج، توزع وتعيد بيع الكهرباء:
- شركة أنيل بروديزون كاملة، ومن خلال أنيل بروديزون التالى:
- 49% من دولميتى أنيل المائية.[471]
- 51% من انرجى بياف المائية.
- شركة أنيل سيرفيزيو اليكتريكو كاملة- والمختصة بمبيعات الكهرباء في سوق منظم.[472]
- شركة أنيل أنيرجيا كاملة- والمختصة ببيع الكهرباء والغاز الطبيعى في سوق حرة ونهاية العملاء. أنيل أنرجيا أيضاً تمتلك 100% من أنيل سى، شركة تعرض حلول للطاقة القابلة للتجدد إلى نهاية العملاء وفرعها «بونتو أنيل طاقة خضراء».[473]
- في مجال إنتاج الطاقة من مصادر قابلة للتجدد أنيل تملك 69.171% من أنيل طاقة خضراء - والتي تملك العديد من الشركات الفرعية عالميا، في أوروبا، أمريكا الشمالية، وأمريكا الجنوبية.[474]

وفيما يتعلق بالبنية التحتية والشبكات تمتلك أنيل:
- 100% من أنيل ديستريبيزون- والتي تقوم بتوزيع الكهرباء.
- 100% من أيل سول- والتي تتعامل في صفقات الإنارة العامة والفنية.

بالنسبة للتجارة في الأسواق العالمية وفي إيطاليا، وكذلك بالنسبة شراء وبيع منتجات الطاقة بما في ذلك الغاز، أنيل تمتلك 100% من أنيل تريد، والتي بدورها تمتلك 100% من أنيل تريد رومانيا، أنيل تريد كرواتيا وأنيل تريد سربيا.
عبر أنيل تريد، أنيل أيضا تمتلك نوفو انرجيا، شركة متخصصة في بناء محطات إعادة تحويل الغاز.

### أوروبا
في بلجيكا، عبر أنيل القابضة للاستثمار، أنيل تمتلك 100% من مارسينيل انرجيا- المالكة محطة توليد الكهرباء المتجانسة والتي تم الحصول عليها في عام 2008 من قبل ديفركو للتنويع. كان من المقرر ان تباع لجازبروم مع خطاب نوايا في عام 2013, في بداية عام 2014 تم بيع التغييرات التنظيمية المعلقة والتي لم تكتمل بعد.
في فرنسا أنيل تملك 5% من تبادل الطاقة الفرنسي باورنكست.
في أسبانيا - من خلال شركتها الفرعية أنيل ايبروامريكا (والمعروفة سابقا بأنيل انرجى أوروبا) -انيل تمتلك 70.1% انديسا، حصلت في عام 2009 مع حصة تبلغ 92.06%. حصلت أنيل على ربح جائزة بلاتس العالمية للطاقة عام 2009 للصفقة السنة. في عام 2016 أنديسا حصلت على أنيل طاقة خضراء اسبانيا من أنيل مقابل 1.207 بليون يورو.
تعمل أنيل في روسيا منذ عام 2004:
- تمتلك 56.43% من أنيل روسيا (المعروفة سابقا أو جى كى-5) من خلال أنيل الاستثمارية القابضة BV.[378][379][493][494]
- منذ عام 2008, عبر أنيل الاستثمارية القابضة BV, هي أيضا تمتلك 49.5% من مورد الكهرباء راس انرجو سيبت.[495]
- في عام 2013 روسنفت، عبر اترا ان جى كى، قامت بشراء 40% من أسهم انيل في ارتيك روسيا BV, شركة تملك 19.6% من سيفيرانرجيا.[496][497][498][499][500][501]

### أمريكا اللاتينية
في الأرجنتين أنيل تتحكم في ادسير عبر انرسيس وديسترليك انفرسورا S.A., والتي تمتلك 51.5% من انرسيس.
في تشيلى، عبر أنيل ايبرامريكا (المعروفة سابقا بأنيل انرجى أوروبا), وكان ذلك نتيجة شراء انديسا وانديسا لاتينامريكا S.A., أنيل تمتلك 60.62% من انريسي تشيلى.
في بيرو، عبر انرسيس تشيلى، وبعد ان وقعت المنظمة مع انكيا أمريكا القابضة في عام 2014, أنيل تملك 58.6% من أسهم اديجل بيرو.

## بيانات الشركة

### كبار المساهمين
- وزارة الاقتصاد والمالية - 25.5% (حسب المعلومات المتوفرة من اللجنة الوطنية للشركات وللأوراق المالية - حدثت في 27 مايو 2015).[506]
- بنك الشعب الصينى- 2.004%

مجلس الإدارة
| رئيس مجلس الإدارة | مريا باتريزيا جريمو رشحت في مايو2014 |
| المديرالعام       | فرانسيسكو ستارس رشح في مايو2014      |
| عضو مجلس إدارة    | الفريدو انتونيوزى رشح في مايو2014    |
| عضو مجلس إدارة    | اليسندرو بانشى رشح في مايو 2015      |
| عضو مجلس إدارة    | البرتو رشح في مايو 2011              |
| عضو مجلس إدارة    | باولا جيردينو رشح في مايو2014        |
| عضو مجلس إدارة    | البرتو بيرا رشح في مايو2014          |
| عضو مجلس إدارة    | انا شيارا سفلتو رشح في مايو2014      |
| عضو مجلس إدارة    | انجيلو تارابيرولى رشح في مايو2011    |

### الرؤساء
| الرؤساء               | مدة العمل       |
| --------------------- | --------------- |
| فيتو انتونيو دى كانجو | 1963–1973       |
| ارنالدو ماريا انجلينى | 1973–1979       |
| فرانسسكوا كوربيلينى   | 1979–1987       |
| فرانكوا فيوزولى       | 1987–1996       |
| شيكو تستا             | 1996–2002       |
| بيرو جنودى            | 2002–2011       |
| باولو اندريا كولومبو  | 2011–2014       |
| ماريا باتريزيا جريكو  | 2014- حتى اليوم |

### المديريين العموم
| المدير العام          | مدة العمل       |
| --------------------- | --------------- |
| ارنالدو ماريا انجلينى | 1963–1973       |
| ماسيمو موريتى         | 1973–1982       |
| البرتو نيجرونى        | 1984–1992       |
| الفونسو لامبرونو      | 1992–1995       |
| فرانكوا تاتو          | 1996–2002       |
| باولو سكارونى         | 2002–2005       |
| فيلفيو كونتى          | 2005–2014       |
| فرانسيسكو ستاراس      | 2014- حتى اليوم |

## التسويق

### لوجو
في عام 1982 أبتكر لوجو الشركة الشهير، صممه بوب نوردا وموريزو مينوجا، وهو عبارة عن شمس وشجرة 9 والتي
فروعها التسعة تمثل تنوع الخدمات التي تقدمها الشركة.

لوجو أنيل الجديد قدم في 26 يناير 2016

في قلب التعبير الجديد يقع الشعار، رمز بصرى مبدع يمثل الطاقة المفتوحة. قدم في 26 يناير من عام 2016. التعبير الجديد منفتح ومتنوع مثل الشركة. هو عبارة عن عدد من ثمانى الوان، وكلهم يستخدموا في اللوجو. كل حرف يتكون من مؤشر، ويليه درب ملون من الطاقة. الطباعة الفريدة من نوعها استخدمت في كل العلامات التجارية للشركة: في أنيل، أنيل طاقة خضراء وكذلك في انديسا. هذا يساعد على خلق، أسرة قوية متناسقة من العلامات التجارية.

### اكسبو 2015
في عام 2015, شاركت أنيل في اكسبو 2015، الذي أقيم في ميلان كشريك عالمي رسمي. شاركت انيل ب29 مليون يورو استثمارات وكذلك بنت جناح خاص بها. بنت أنيل قرية ذكية  على كل منطقة الاكسبو، مجسم لمدينة يقطن بها 100,000 ساكن بإجمالى استهلاك للطاقة مساوى إلى 1,000,000 كيلو وات ساعة في اليوم.
القرية الذكية تتألف من:
- شبكة ذكية لتوزيع الكهرباء.
- مركز عمليات لمراقبة وإدارة الشبكة الذكية.
- مركز معلوات يتيح للزوار في وقت حقيقى استهلاك الكهرباء، في كل جناح.
- محطات شحن للمركبات الكهربائية.[543]
- إضاة ال اى دى لموقع المعرض بالكامل.[543][544][544]

### أنيل كيور
أنشأت أنيل كيور في أكتوبر من عام 2003, من المشروع، ودعمت من أنيل وشركاتها الفرعية، من أجل خلق مؤسسة غير هادفة للربح من الشركة نفسها وتستطبع ان تقوم بأعمال مساندة المجتمعات والأسر والأفراد مع الحفاظ على المثل العليا للتعاون[بحاجة لمصدر].

## الخلافات

### اوساج ويند ال ال سي
في 11 نوفمبر من عام 2014, قام نائب الولايات المتحدة للمنطقة الشمالية من ولاية أوكلاهوما برفع دعوى ضد الشركات الفرعية لأنيل. اوساج وند ال ال سي، مشروع طاقة الرياح الصناعي 84 -توربينات في مقاطعة الأوساج، أوكلا. في هذه الدعوى، تزعم الولايات المتحدة ان أنيل واوساج ويند يحولون المعادن الطبيعية بطريقة غير شرعية والممكلوكة لأمة أوساج، وكمانت القبيلة الأمريكية الأصلية تمتلك كل حقوق المعادن في المدينة منذ 1871. تقول الدعوة ان اوساج ويند كان يتحتم عليها أخذ تصريح من مكتب الشؤون الهندية قبل تعدين الصخور ومواد أخرى للحفر التي تم بناء قواعد التوربينات بها. طالبت الولايات المتحدة وقف حفر على 8500 فدان الموقع وأن العشرات من التوربينات التي هي بالفعل يقام إزالتها. أصرت أوساج ويند ان هذا لا يعد تنقيب عن معادن ولا يحتاج لتصريح. قالت الشركة انها بالفعل قامت بصرف ما يقرب من 300 مليون دولار على المشروع، والذي بنى على ارض فضاء ذات ملكية خاصة، وليست في الأرض التي تحت ولاية الهنود الأميركيين.
اوساج ويند ال ال سي واخر مجاور مشروع طاقة الرياح اينل، موستنج رن، يخوضا أيضا في التحديات في انتظارالمحكمة العليا أوكلاهوما حيث اوساج الأمة ومقاطعة الأوساج، يتحدون الشرعية الدستورية للتصاريح لكلا المشروعين.
السلفادور
تحتم على الشركة أن تخرج من سوق الكهرباء السلفادور [1]بعد خلاف مع حكومة السلفادور. نصت مؤسسة السلفادور (ارت 109) ان المصادر الطبيعية (تحت الأرض) ملك للدولة وان الحكومة لن تسمح لشركات اجنبية ان تصبح المالك الوحيد للجيل طاقة باطن الأرض. قاما الطرفان بعقد أتفاقية في عام 2014, ولم تعلن التفاصيل.
و كان تراجع أخر لأنيل خسارتها الأخيرة امام حكومة سلوفاكيا والتي طلبت ما يفوق 94 مليون يورو من وزارة الأقتصاد تعويض تزعم أنها تكبدتها حيث تم رفض مقترحات الأسعار من قبل المرافق منظم ارسو.
وأيضا طبقاً لمقالة في ديسمبر 2014, في بى ان اى انتيلى نيوزwww.bne.eu/, «وضعت سلوفاكيا المزيد من العوائق في طريق بيع سلوفنسكى الكترارن», (رئيس الوزراء روبرت) «فيكو يدعى ان قد منعت الخدمات الإيطالية الوصول إلى المعلومات التي من شأنها أن تسمح براتيسلافا لتقييم إذا ما تم توزيع أرباح المصنع إلى حد ما بين اينل والدولة السلوفاكية», كما تقول وكالة الأنباء تاسر.

## الميزانيات العمومية

### تحليل للقوائم المالية أنيل لعام 2006
بلغت العائدات 38,513 مليون يورو (33,787 مليون في 2005, +14%). ابتيدا كانت 8,019 مليون يورو (7,745 مليون في 2005, + 3.5%); صافي مخصصات ما يقرب من 400 مليون يورو من أجل خطة تشغيل ممتازة، ابتيدا 2006 زادت 8.7% عن 2005. ابيت كانت 5,819 مليون يورو (5,538 مليون في 2005, + 5.1%). اجمالى ارباح المجموعة كانت 3,036 مليون يورو (3,895 مليون في 2005,-22.1%); صافى المساهمة من الرياح وتيرنا، اجمالى ارباح المجموعة في 2006, زاد عن 1.4% عن 2005. اجمالى صافي الاقتراض المالي 11,690 مليون يورو (12,312 مليون في 31 ديسمبر 2005,-5.1%). وكان مجموع أرباح عرضت لعام كامل عام 2006 المالي 0,49 يورو للسهم الواحد (منها 0,2 يورو للسهم الواحد ودفعت مقدما في نوفمبر 2006).[بحاجة لمصدر]

### تحليل للقوائم المالية أنيل لعام 2007
بلغت العائدات اجمالى 43,673 مليون يورو (+13.4%), ابتدا كانت 10,023 مليون (+25.0%), ابيت كانت 6,990 مليون (+20.1%), اجمالى الأرباح الصافية للمجموعة كانت 3,977 مليون (+31.0%), صافي الاقتراض المالي زاد إلى 55.791 مليون بعد تولى انديسا، اجمالى صافى الأسهم كان 23,789 مليون، نسبة الدين- الأسهم كانت 2.35. الأرباح المقدمة للعام 2007 كامل للسنة المالية كان 0.49 يورو للسهم (منها 0.2 يورو للسهم دفع مقدما في نوفمبر 2007).[بحاجة لمصدر]

### تحليل للقوائم المالية أنيل لعام 2008
زادت العائدات إلى 61,184 مليون يورو (+40.0%), ابتدا كانت 14,318 مليون يورو (+45.5%), ابيت كانت 9 ملايين يورو (+40.7%), اجمالى صافى الارباح للمجموعة زاد إلى 5,293 مليون يورو (35.2%) صافي الاقتراض المالي انخفض إلى 49,967 مليون يورو (-10.4%). الأرباح المعروضة للكامل السنة المالية 2008 كانت 0.49 يورو للسهم (منها 0.2 يورو للسهم دفع مقدما في نوفمبر 2008)[بحاجة لمصدر].

## روابط خارجية
- الموقع الرسمي